# Hivaagrion halecarpenteri
Hivaagrion halecarpenteri – gatunek ważki z rodziny łątkowatych (Coenagrionidae). Znany tylko z okazów typowych – 7 samców i samicy – odłowionych w 1929 i 1930 roku na wyspach Ua Pou i Tahuata wchodzących w skład Markizów (Polinezja Francuska).